# Metacatharsius kindiai
Metacatharsius kindiai är en skalbaggsart som beskrevs av Renaud Maurice Adrien Paulian 1939. Metacatharsius kindiai ingår i släktet Metacatharsius och familjen bladhorningar. Inga underarter finns listade i Catalogue of Life.